# 志田直俊
志田 直俊（しだ なおとし、2月11日）は、日本の男性アニメーター、アニメ演出家。ラストハウスを経て、東映アニメーション所属。

## 経歴・特徴
主に東映アニメーションの作品に参加しており、戦闘シーンを手がけることが多く、独特のタイミング・ハイライトや影多めの作画が特徴。
近年では、絵コンテも担当することがある。
1979年12月15日に公開された『ルパン三世 カリオストロの城』の友永和秀が作画したカーチェイスシーンに憧れて、アニメーターを目指したと述べている。
また、埼玉西武ライオンズのファンと公言している。
「プリキュアシリーズ」では原画として数多く活躍しており、プリキュアの変身バンクや必殺技のバンクなどのほか、激しい戦闘シーンを担当することが多いため、「クライマックスアニメーター」と称されることがある。演出家の大塚隆史いわく、「手強い仕事にみずから挑むその精神はまさにサムライ。サムライアニメーターです」と評されている。また、キュアサンシャインの変身バンクに大量の作画の枚数を使ったことでも有名になっている。

## 参加作品

### テレビアニメ
1980・90年代
- あした天気になあれ動画
- NG騎士ラムネ&40原画
- おジャ魔女どれみ原画
- タッチ動画
- 超発明BOYカニパン原画
- Dr.スランプ アラレちゃん動画
- ドラゴンボール動画・原画
- ドラゴンボールZ原画
- ドラゴンボールGT原画
- 発明BOYカニパン原画
- ビックリマン2000原画
- ぶぶチャチャ原画
- 魔動王グランゾート原画
- 魔法のエンジェルスイートミント原画
- みどりのマキバオー原画

2000年代
- Yes!プリキュア5（2007年-2008年）原画（キュアレモネードの変身バンクも担当）
- Yes!プリキュア5GoGo!（2008年-2009年）原画
- おジャ魔女どれみ#原画
- ガイキング LEGEND OF DAIKUMARYU原画
- 釣りバカ日誌作画監督・原画
- デスノート原画
- デジモンセイバーズ原画
- ドラゴンボール改ED1、ED2作画
- ねぎぼうずのあさたろう絵コンテ・原画
- ののちゃん作画監督・原画
- 祝!(ハピ☆ラキ)ビックリマン（2006年-2007年）絵コンテ・原画
- はたらキッズマイハム組絵コンテ・原画
- はじめの一歩OP2原画
- ふたりはプリキュア原画
- ふたりはプリキュア Max Heart（2005年-2006年）原画
- ふたりはプリキュア Splash Star（2006年-2007年）原画（キュアブルームとキュアイーグレットの変身バンクも担当）
- フレッシュプリキュア!（2009年-2010年）原画（キュアパッションの変身バンクも担当）
- ボボボーボ・ボーボボ作画監督・原画
- ONE PIECE（2007年-）絵コンテ・原画

2010年代
- キラキラ☆プリキュアアラモード（2017年-2018年）原画
- Go!プリンセスプリキュア（2015年-2016年）原画（キュアフローラの変身バンクも担当）
- スイートプリキュア♪（2011年-2012年）原画（キュアビートなどの変身バンクも担当）
- スマイルプリキュア!（2012年-2013年）原画（プリンセスフォームへの変身バンクも担当）
- 聖闘士星矢Ω（2012年-2013年）絵コンテ・原画
- タイガーマスクW（2016年-2017年）原画
- 探検ドリランド（2012年-2013年）原画
- ディスク・ウォーズ:アベンジャーズ（2014年-2015年）原画
- デジモンクロスウォーズ 時を駆ける少年ハンターたち（2011年-2012年）原画
- デジモンユニバースアプリモンスターズ（2016年-2017年）絵コンテ
- ドキドキ!プリキュア（2013年-2014年）原画（キュアエースの変身バンクも担当）
- ドラゴンボール超（2015年-2018年）絵コンテ・原画
- トリコ（2011年-2014年） 絵コンテ・原画
- ハートキャッチプリキュア!（2010年-2011年）原画（キュアサンシャインの変身バンクも担当）
- 魔法つかいプリキュア!（2016年-2017年）原画
- リングにかけろ1 世界大会編（2011年）絵コンテ・原画
- ワールドトリガー（2014年-2016年）OP原画
- ONE PIECE 〜ハートオブゴールド〜（2016年）原画

2020年代
- デジモンアドベンチャー:（2020年 - 2021年）絵コンテ・原画
- ヒーリングっど♥プリキュア（2020年 - 2021年）絵コンテ・原画
- ドラゴンクエスト ダイの大冒険（2020年）OP原画・原画
- トロピカル〜ジュ!プリキュア（2021年 - 2022年）OP原画
- デジモンゴーストゲーム（2021年 - 2023年）絵コンテ・原画
- ひろがるスカイ!プリキュア（2023年）オープニングスタッフ
- 逃走中 グレートミッション（2023年）絵コンテ・OP原画
- ドラゴンボールDAIMA（2024年 - 2025年）原画

### 劇場アニメ
- うる星やつら4 ラム・ザ・フォーエバー（1986年）動画
- 北斗の拳（1986年）動画
- ドラゴンボールZ この世で一番強いヤツ（1990年）原画
- ドラゴンボールZ 地球まるごと超決戦（1990年）原画
- ドラゴンボールZ 超サイヤ人だ孫悟空（1991年）原画
- ドラゴンボールZ 激突!!100億パワーの戦士たち（1992年）原画
- 劇場版美少女戦士セーラームーンR（1993年）原画
- ドラゴンボールZ 燃えつきろ!!熱戦・烈戦・超激戦（1993年）原画
- ドラゴンボールZ 銀河ギリギリ!!ぶっちぎりの凄い奴（1993年）原画
- ドラゴンボールZ 危険なふたり!超戦士はねむれない（1994年）原画
- ドラゴンボールZ 超戦士撃破!!勝つのはオレだ（1994年）原画
- ドラゴンボールZ 復活のフュージョン!!悟空とベジータ（1995年）原画
- ドラゴンボールZ 龍拳爆発!!悟空がやらねば誰がやる（1995年）原画
- ドラゴンボール 最強への道（1996年）原画
- デジモンテイマーズ 冒険者たちの戦い（2001年）作画監督補佐
- デジモンテイマーズ 暴走デジモン特急（2002年）作画監督補佐
- ONE PIECE ねじまき島の冒険（2001年）原画
- 金色のガッシュベル!! 101番目の魔物（2004年）原画
- 映画 ふたりはプリキュア Max Heart（2005年） 原画
- 映画 ふたりはプリキュア Max Heart 2 雪空のともだち（2005年） 原画
- 映画 ふたりはプリキュア Splash Star チクタク危機一髪!（2006年） 原画
- ちょ〜短編 プリキュアオールスターズGoGoドリームライブ（2008年） 原画
- 映画 プリキュアオールスターズDX みんなともだちっ☆奇跡の全員大集合!（2009年） 原画
- 映画 プリキュアオールスターズDX2 希望の光☆レインボージュエルを守れ!（2010年） 原画
- 映画 ハートキャッチプリキュア! 花の都でファッションショー…ですか!?（2010年） 原画
- 映画 プリキュアオールスターズDX3 未来にとどけ! 世界をつなぐ☆虹色の花（2011年）原画
- 映画 スイートプリキュア♪ とりもどせ! 心がつなぐ奇跡のメロディ♪（2011年）絵コンテ・原画
- 映画 プリキュアオールスターズNewStage みらいのともだち（2012年）絵コンテ・原画
- ドラゴンボールZ 神と神（2013年）原画
- 映画 スマイルプリキュア! 絵本の中はみんなチグハグ!（2014年）原画（ウルトラキュアハッピーの変身バンクも担当[4]）
- 映画 ドキドキ!プリキュア マナ結婚!!?未来につなぐ希望のドレス（2013年）原画
- BUDDHA2 手塚治虫のブッダ -終わりなき旅-（2014年）原画
- 映画 プリキュアオールスターズ 春のカーニバル♪（2015年）原画
- 映画 Go!プリンセスプリキュア Go!Go!!豪華3本立て!!! パンプキン王国のたからもの（2015年）原画
- ONE PIECE FILM GOLD（2016年）原画
- 映画 プリキュアスーパースターズ!（2018年）絵コンテ・原画
- ドラゴンボール超 ブロリー（2018年）原画
- 映画 プリキュアミラクルユニバース（2019年）原画
- ONE PIECE STAMPEDE（2019年）原画
- 映画 スター☆トゥインクルプリキュア 星のうたに想いをこめて（2019年）絵コンテ・原画
- 魔女見習いをさがして（2020年）原画
- ドラゴンボール超 スーパーヒーロー（2022年）絵コンテ
- ONE PIECE FILM RED（2022年）原画
- 鬼太郎誕生 ゲゲゲの謎 （2023年）原画

### Webアニメ
- 美少女戦士セーラームーンCrystal（2014年-2015年）絵コンテ・原画

## 関連書籍
- 『プリキュア10周年公式アニバーサリーブック』